# (692479) 2014 WY535
(692479) 2014 WY535 est une planète mineure classée comme objet épars.

## Caractéristiques
2014 WY535 mesure probablement un peu plus de 200 km de diamètre.